# The Best of Tour '96
The Best of Tour '96/97 è la settima tournée di Zucchero Fornaciari collegata alla raccolta The Best of Zucchero Sugar Fornaciari's Greatest Hits del 1996.

## Il tour
Come il precedente Spirito DiVino Tour Mondiale, la tournée fu divisa in due anni: 1996 con 22 concerti, e 1997 con 40 concerti, per un totale di 62 serate. Di particolare interesse fu la data di Brunico, registrata e trasmessa in televisione durante le feste natalizie di quell'anno.
Come raccontato nell'autobiografia Il suono della domenica - Il romanzo della mia vita, poco prima della tappa di Madrid, Zucchero venne a sapere che il padre, affetto da tempo dalla paralisi sopranucleare progressiva, era stato ricoverato in ospedale a causa delle complicazioni dovute alla malattia. Il primo aereo per Bologna disponibile era quello della mattina successiva. Fornaciari dovette, quindi, esibirsi in Spagna nonostante la situazione.
(Zucchero)

## Le tappe

### 1996
- 19 novembre:  Ungheria, Budapest, Petőfi Csarnok
- 21 novembre:  Austria, Telfs, Rathaussaal
- 22 novembre:  Austria, Vienna, Music Hall
- 25 novembre:  Paesi Bassi, Tilburg, Noorderlicht
- 26 novembre:  Paesi Bassi, Rotterdam, Nightown
- 27 novembre:  Paesi Bassi, Groninga, Oosterport
- 30 novembre:  Svizzera, Ginevra, Aids Event
- 1º dicembre:  Paesi Bassi, Amsterdam, Paradiso
- 2 dicembre:  Regno Unito, Londra, Sherped's Bush
- 4 dicembre:  Germania, Colonia, Live Music Halle
- 5 dicembre:  Germania, Neu-Isenburg, Hugenottenhalle
- 7 dicembre:  Germania, Lipsia, MDR Riesenfete
- 8 dicembre:  Danimarca, Copenaghen, Pump House
- 9 dicembre:  Belgio, Charleroi, Palais des Beaux Arts
- 11 dicembre:  Slovenia, Scoffie, Sporthall
- 12 dicembre:  Germania, Monaco di Baviera, Circus Krone
- 13 dicembre:  Germania, Stoccarda, Harmonie
- 15 dicembre:  Italia, Brunico, Kronplatz (ospiti Andreas Vollenweider e Soraya)
- 16 dicembre:  Italia, Milano, Mediolanum Forum (ospiti Andreas Vollenweider e Soraya)
- 17 dicembre:  Italia, Milano, Mediolanum Forum (ospiti Andreas Vollenweider e Soraya)
- 20 dicembre:  Italia, Trapani, Palasport
- 21 dicembre:  Italia, Acireale, Palasport

### 1997
- 3 aprile:  Venezuela, Caracas
- 4 aprile:  Venezuela, Caracas
- 6 aprile:  Costa Rica, San José
- 9 aprile:  Messico, Città del Messico
- 11 aprile:  Argentina, Buenos Aires
- 12 aprile:  Argentina, Buenos Aires
- 14 aprile:  Brasile, San Paolo
- 15 aprile:  Brasile, San Paolo
- 17 aprile:  Brasile, Curitiba
- 18 aprile:  Brasile, Porto Alegre
- 20 aprile:  Brasile, San Paolo
- 22 aprile:  Cile, Santiago del Cile
- 25 aprile:  Stati Uniti, San Francisco, CA
- 26 aprile:  Stati Uniti, Los Angeles, CA
- 2 maggio:  Stati Uniti, Boston, MA
- 3 maggio:  Stati Uniti, Filadelfia, PA
- 5 maggio:  Stati Uniti, New York, NY
- 6 maggio:  Stati Uniti, Alexandria
- 8 maggio:  Canada, Montréal, QC
- 9 maggio:  Canada, Toronto, ON
- 12 maggio:  Portogallo, Coimbra
- 13 maggio:  Portogallo, Lisbona
- 15 maggio:  Austria, Rankweil
- 16 maggio:  Germania, Nürburgring, Rock Am Ring Festival
- 17 maggio:  Germania, Norimberga, Rock Am Park Festival
- 19 maggio:  Austria, Linz
- 22 maggio:  Regno Unito, Londra
- 24 maggio:  Paesi Bassi, Eindhoven
- 25 maggio:  Francia, Parigi
- 26 maggio:  Francia, Parigi
- 29 maggio:  Spagna, Madrid
- 14 giugno:  Svizzera, Locarno, Rock Against Hate
- 15 giugno:  Svizzera, Zurigo, Rock Against Hate
- 21 giugno:  Francia, Parigi, Fete De La Musique
- 28 giugno:  Romania, Brașov, Golden Stag Festival
- 1º luglio:  Italia, Palermo, Stadio La Favorita
- 4 luglio:  Italia, Napoli, Piazza Plebiscito (ospiti Manu Katché e Stevie Winwood)
- 5 luglio:  Italia, Trieste, Stadio Nereo Rocco (apertura: Elisa)
- 6 luglio:  Italia, Pistoia, Piazza Duomo, Blues Festival
- 7 luglio:  Italia, Lido di Boretto, Raduno del Fans Club

## La band
- Luciano Luisi (tastiere)
- Mario Schilirò (chitarra)
- Derek Wilson (batteria)
- Polo Jones (basso)
- James Thompson (fiati)
- Lisa Hunt (cori)
- Mino Vergnaghi (cori)

## Scaletta
- Voodoo Voodoo
- Datemi una pompa
- Olssmm
- Così celeste
- Il Volo
- Papà perché
- Eppure non t'amo
- Overdose (D'Amore)
- Il mare impetuoso al tramonto salì sulla luna e dietro una tendina di stelle…
- Diamante
- Va, pensiero
- Senza una donna
- Diavolo In Me
- Menta e rosmarino
- Madre dolcissima
- X colpa di chi?